# Cicada 3301
Cicada 3301 (de l'anglais cicada, cigale) est un jeu en réalité alternée organisé sur Internet et mettant en jeu à titre principal des compétences en cryptographie et en informatique. Une nouvelle série de défis a été lancée chaque année autour du 5 janvier en 2012, 2013, 2014 et 2016, dans le but affiché de recruter « des individus très intelligents ». L'identité des personnes ou organisations qui ont lancé ces défis demeure inconnue.
Depuis juin 2024, un groupe de ransomware reprennent le nom « Cicada 3301 » pour leur nom de groupe,,.

## Les énigmes
Le Cicada 3301 a eu lieu pour la première fois en janvier 2012 et a duré un mois. Une nouvelle édition a eu lieu un an plus tard.

### Première série: 2012
Un informaticien suédois, Joel Eriksson, a rapporté l'existence de ce concours aux médias, y ayant participé lui-même en 2012.
Le 4 janvier 2012 paraît sur le site 4chan, sur le board /b/,, une image portant un message simple en blanc sur fond noir expliquant, :
| « Hello. We are looking for highly intelligent individuals. To find them, we have devised a test. There is a message hidden in this image. Find it, and it will lead you on the road to finding us. We look forward to meeting the few that will make it all the way through. Good luck. » — 3301 | « Bonjour. Nous cherchons des individus très intelligents. Pour les trouver, nous avons conçu un test. Un message se cache dans cette image. Trouvez-le, et il vous mènera sur la voie pour nous trouver. Nous sommes impatients de rencontrer les quelques personnes qui réussiront à faire le chemin jusqu’à nous. Bonne chance. » — 3301 |

Certaines personnes ont vite découvert en ouvrant cette image dans un éditeur de texte que son contenu se terminait par les mots « TIBERIVS CLAVDIVS CAESAR says "lxxt>33m2mqkyv2gsq3q=w]O2ntk" ». En appliquant à ce message un chiffrement par décalage, dit « chiffre de César », avec le nombre 4 (Claude ayant été le quatrième empereur romain), ces personnes ont obtenu l'URL d'une image montrant un message qui semblait indiquer que ce qui précédait n'était qu'un leurre : « Woops, just decoys this way. Looks like you can't guess how to get the message out. »,.
Ce message faisait en fait allusion au logiciel de stéganographie Outguess, qui permettait de trouver un nouveau message à l'intérieur de cette image. Cette piste pointe alors vers un sujet sur Reddit renfermant des suites de nombres en langue maya, des lettres et deux images titrées « bienvenue » (« welcome ») et « problèmes ? » (« problems? »).
La résolution de ces indices amène alors, par le biais de références au Roi Arthur et à la quête du Graal, à un numéro de téléphone. La chatroom utilisée par les personnes en train d'essayer de résoudre les énigmes semble surveillée par des membres de Cicada 3301, puisque lorsque l'un des membres du canal, Jeff Kinkle, s'exclame avoir trouvé le numéro de téléphone, il est pris à part dans une autre chatroom moins fréquentée.
Le numéro de téléphone aboutit à une messagerie vocale à laquelle un message pré-enregistré explique :
| « Very good. You have done well. There are three prime numbers associated with the original final .jpg image. 3301 is one of them. You will have to find the other two. Multiply all three of these numbers together and add a .com on the end to find the next step. Good luck. Good-bye. » | « Très bien. Vous avez été performants. Il y a trois nombres premiers associés à l'image originale finale .jpg. 3301 est l'un d'eux. Vous allez devoir trouver les deux autres. Multipliez les trois nombres les uns aux autres et ajoutez .com à la fin pour atteindre la prochaine étape. Bonne chance. Au revoir. » |

Les deux autres nombres premiers à trouver sont alors 509 et 503, les dimensions en nombre de pixels de l'image. L'URL résultant de la multiplication de 3301, 509 et 503 donne alors l'adresse d'une image, représentant une cigale, qui ouverte à l'aide d'Outguess, permet de révéler à nouveau un message, « You have done well to come this far. Patience is a virtue. Check back at 17:00 on Monday, 9 January 2012. UTC. » :
|  | « Vous avez été suffisamment bons pour arriver jusqu'ici. La patience est une vertu. Revenez à 17:00 lundi 9 janvier 2012, UTC. » |

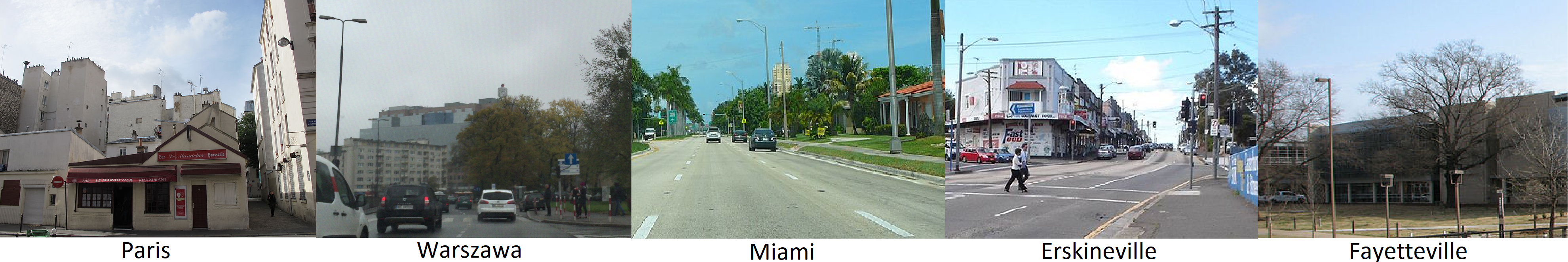
Différentes localisations de posters Cicada 3301.

Le décompte achevé, 14 localisations du type Global Positioning System s'affichent sur le site qui se rafraîchit automatiquement. Ces coordonnées GPS indiquent des villes dans le monde dont :
- Varsovie
- Séoul
- Paris
- Sydney
- Hawaï
- Miami
- La Nouvelle-Orléans
- Seattle

Ces coordonnées sont celles de poteaux sur lesquels sont accrochés des posters blancs portant une cigale noire et un QR code. Chaque QR code renvoie alors à une adresse web propre comportant une image à ouvrir à l'aide d'Outguess, révélant de nouveaux messages.

### Deuxième série: 2013
Une deuxième série d'énigmes a été lancée par la même organisation à partir d'un message publié le 5 janvier 2013 sur 4chan.

### Troisième série: 2014
Deux éditions ayant été lancées respectivement le 5 janvier 2012 et le 5 janvier 2013, certains s'attendaient à voir le lancement d'une troisième édition au mois de janvier 2014.
Un message a été posté le 6 janvier 2014 sur un compte Twitter déjà utilisé en 2013 et a constitué le point de départ d'une nouvelle série d'énigmes utilisant des techniques proches des deux éditions précédentes : cryptographie, réseau Tor, factorisation en nombres premiers…

## Thèmes
Plusieurs thèmes sont récurrents dans les défis de Cicada : les nombres premiers et la littérature classique du domaine de l'occulte. D'autres sujets couvrent l'antiquité, la stéganographie, la cryptographie, etc,.

## Organisateurs
Le groupe derrière ces défis est inconnu, et les hypothèses sont diverses : société secrète, think tank, agence gouvernementale, culte, une émanation d'Anonymous. Jusqu'à ce jour (février 2024), les actions de Cicada 3301 n'ont été revendiquées par aucune organisation mais la nature de la troisième édition en 2014 ainsi que la fuite de certains courriels par des gagnants (tels que Nox Populi) laisse à comprendre que Cicada est un groupe d'individus.
Il semble par ailleurs qu'aucun bénéfice financier ne soit retiré, mais le théâtre des opérations, réparti en 2013 sur 14 villes de pays occidentaux et d'Extrême-Orient, fait penser qu'il pourrait s'agir d'une organisation immense avec d'importants moyens. Beaucoup pensent qu'il s'agit d'une agence gouvernementale disposant d'énormes ressources et de beaucoup de temps. Les références culturelles impliquent plusieurs poèmes de William Blake, mais aussi des ouvrages d’auteurs contemporains, tels William Gibson et Douglas Hofstadter. Au total, des indices ont été laissés dans 24 villes à travers le monde (15 aux États-Unis, 2 en Australie, 1 en France, Espagne, Pologne, Mexique, Japon, Corée du Sud et Russie ).

## Notoriété et «cicadiens»
L'image originale de janvier 2012, postée sur 4chan, attire au début une quarantaine de commentateurs. La nature éphémère des threads ou « sujets » ainsi que l'ambiance caractéristique du site — nihiliste, anarchiste et juvénile — ne permettent pas de savoir à quel point le message est sérieux ou pas.
C'est lorsque le petit groupe d'une douzaine de personnes sérieusement intéressées se retrouve sur Mibbit, un logiciel de discussion en ligne, que la possibilité que Cicada 3301 soit l'œuvre de trolls disparaît. Le groupe se resserre et partage pour la première fois des informations personnelles lorsque les coordonnées des posters sont révélées : si jusque-là aucun des participants n'avait donné d'informations personnelles, cette fois, la plupart mentionnent le pays ou la région géographique où ils se trouvent.

## Polémiques
Cicada 3301 a fait l'objet de plusieurs polémiques et plusieurs accusations à son encontre depuis le lancement de sa première édition en 2012.

### L'affaire «Necrome»
En avril 2012, un article d'un journal espagnol accusait Cicada 3301 de « cyberterrorisme » en affirmant que l'organisation mettait en place des fausses pages web de banques afin d'obtenir des données confidentielles sur des clients et leur soutirer de l'argent . Le journal affirmait même que la brigade de la cybercriminalité avait réussi à arrêter l'un des membres de l'organisation dénommé « Necrome ». À la suite de toutes ces accusations, l'organisation a répondu officiellement avec un message le 18 avril 2012 publié sur Pastebin :
| « Certains organes de presse ont récemment affirmé que "Cicada 3301" est lié par des activités illégales d'un individu passant par "Necrome". Ce n'est pas vrai. Nous ne nous engageons pas dans des activités illégales. Nous ne sommes pas associés avec cet individu. Toute personne impliquée dans des activités illégales serait coupée de notre camaraderie immédiatement. 3301 » |

L'authenticité de ce message a été vérifié : le message était signé PGP et le hash correspondait bien à celui de Cicada. Par ailleurs, l'utilisation de la 1re personne du pluriel « nous » donne à penser que Cicada est l'œuvre d'un groupe et non d'une seule personne[réf. souhaitée].

### La fuite d'un courriel
Le 6 février 2012, un individu a publié sur Pastebin un e-mail supposé envoyé par Cicada 3301 à ceux qui sont arrivés à résoudre l'énigme. Dans cet e-mail, l'organisation clarifiait certains points comme le fait qu'elle n'agissait pas dans le domaine du hacking ou du warez et qu'elle n'était attachée à aucune organisation politique. Cette dernière se présentait plutôt comme un « groupe de réflexion » et dont le principal but était « la recherche et le développement de techniques pour préconiser la sécurité de la vie privée et de la liberté ». Cet e-mail a beaucoup fait parler de lui, rendant sceptique beaucoup d'individus puisque la signature PGP du message n'était pas complète. Cependant, lors d'une interview avec l'un des gagnants du défi, Marcus Wanner, celui-ci affirme l'existence de cet e-mail et confirme ainsi son authenticité,. Certains membres du channel IRC « #cicadasolvers » qui ont également résolu l'énigme attestaient de l'authenticité du message en affirmant que la signature PGP a été mi-retirée afin de protéger l'identité des solveurs puisque si le message venait à être divulgué entièrement avec sa signature, il pourrait être attribué à un solveur individuel (le message étant différent pour chacun des gagnants, avec l'utilisation d'une ponctuation différente à chaque message)[réf. nécessaire].

## Culture populaire
Après de nombreuses années ayant fait de cette série d'énigmes une sorte de légende urbaine numérique, une adaptation cinématographique romancée en a été faite. Nommée Dark Web : Cicada 3301, sorti en VOD le 12 mars 2021 aux USA.